# Forcipomyia wirthiana
Forcipomyia wirthiana är en tvåvingeart som beskrevs av Ryszard Szadziewski 1983. Forcipomyia wirthiana ingår i släktet Forcipomyia och familjen svidknott.
Artens utbredningsområde är Algeriet. Inga underarter finns listade i Catalogue of Life.